# Conseil départemental des Hauts-de-Seine
Le conseil départemental des Hauts-de-Seine est l'assemblée délibérante du département français des Hauts-de-Seine, collectivité territoriale décentralisée située en Île-de-France et agissant sur le territoire départemental créé le 1er janvier 1968 en application de la loi du 10 juillet 1964.

## Compétences
Le département exerce les compétences qui sont déterminées par le code général des collectivités territoriales.
Cette collectivité territoriale est administrée par son assemblée délibérante, dénommée depuis 2015 le conseil départemental. L'assemblée départementale élit son président et ses vice-présidents, ainsi que la commission permanente, désignée au scrutin proportionnel à la plus forte moyenne, qui disposent de pouvoirs propres ou délégués par le conseil départemental. Celui-ci prend par ses délibérations l'ensemble des autres décisions concernant la collectivité territoriale, et notamment détermine ses politiques publiques, vote son budget et les taux des impôts qu'elle perçoit.
Les compétences du département sont définies par le code général des collectivités territoriales et sont essentiellement la mise en œuvre de « toute aide ou action relative à la prévention ou à la prise en charge des situations de fragilité, au développement social, à l'accueil des jeunes enfants et à l'autonomie des personnes. Il est également compétent pour faciliter l'accès aux droits et aux services des publics dont il a la charge.
Il a compétence pour promouvoir les solidarités et la cohésion territoriale sur le territoire départemental, dans le respect de l'intégrité, de l'autonomie et des attributions des régions et des communes »
Les politiques publiques du département concernent notamment les politiques publiques suivantes :
- Solidarités
- Transport et voirie départementale
- Collèges et éducation
- Eau et assainissement
- Transition écologique
- Culture
- Sport
- Attractivité du territoire et Innovation

### Solidarités
Chef de file de l’action sociale, le département veille à faciliter la vie de ses habitants et conçoit des dispositifs novateurs et adaptés en direction des familles et des publics fragilisés. Il s'agit, également, du premier poste de dépense des départements.
Dans les Hauts-de-Seine, les actions en matière de solidarités se traduisent par les actions suivantes :
- Accompagner le jeune enfant et la famille ;
- Faciliter la vie des personnes âgées et handicapées ;
- Prévenir et protéger l'enfant et l'adulte en danger ;
- Prévenir et lutter contre toutes les formes de violences
- Favoriser l'insertion par l'aide sociale ;
- Améliorer l'habitat.

### Collèges et éducation
La politique du conseil départemental s'exerce selon les trois axes suivants :
- Les actions pour les jeunes et leurs familles :
  - La gestion et la construction des collèges ;
  - La restauration scolaire ;
  - L'environnement numérique des collèges ;
  - Le Pass+, la carte jeunes multiservices ;
- Des actions pour favoriser la réussite scolaire :
  - aide et soutien aux élèves ;
  - appui à la scolarisation des élèves en situation de handicap ;
  - médiateurs dans les collèges ;
- Des dispositifs et projets pédagogiques avec la classe :
  - sport scolaire ;
  - activités pédagogiques citoyennes ;
  - développement durable ;
  - éducation artistique et culturelle.

### Transport et voirie
Les deux missions principales du département sont l'amélioration et la sécurisation du maillage routier, et le renforcement de l'offre de transports collectifs.

### Sports
Le conseil départemental possède plusieurs équipements:
- le stade du Pré Saint-Jean à l'intérieur du parc de Saint-Cloud ;
- le stade olympique Yves-du-Manoir de Colombes ;
- le parc nautique situé à l'Île Monsieur à Sèvres ;
- le parc des sports de La Grenouillère dans le Parc de Sceaux à Antony ;
- le Domaine du Haras de Jardy, parc omnisports à dominante hippique, situé à Marnes-la-Coquette.
- la fosse de plongée Aqua Hauts-de-Seine

En outre, le département des Hauts-de-Seine apporte un soutien financier aux associations, aux comités sportifs, aux clubs professionnels et aux sportifs de haut niveau, dont le Racing Métro 92.

### Culture
Le conseil départemental finance de nombreuses manifestations, en particulier :
- le festival Rock en Seine ;
- La Défense Jazz Festival ;
- Seine de danse, festival consacré à la danse sous toutes ses formes ;
- le Tremplin de la chanson des Hauts-de-Seine.

Le département est propriétaire :
- du musée départemental Albert-Kahn situé à Boulogne-Billancourt ;
- du musée de l'Île-de-France installé dans le château de Sceaux où sont exposées des œuvres relatives à l'histoire de l'Île-de-France, ainsi qu'à celle du domaine de Sceaux ;
- du parc de Sceaux qui s'étend sur les territoires des communes de Sceaux et d'Antony ;
- de la propriété Vallée-aux-Loups située à Châtenay-Malabry et de l'arboretum de la Vallée-aux-Loups labellisé Jardin remarquable ;
- de la propriété Folie Saint-James située à Neuilly-sur-Seine ;
- de la Seine musicale dans l'île Seguin à Boulogne-Billancourt.

## Gouvernance

### Élus
Le conseil départemental des Hauts-de-Seine est constitué, depuis 2015, de 46 conseillers départementaux, à raison de deux élus pour chacun des 23 cantons du département.

#### Liste des présidents
Depuis la création du département, sept présidents différents se sont succédé :
| no | Période | Période  | Nom               | Parti                     | Qualité |
| -- | ------- | -------- | ----------------- | ------------------------- | --- |
| 1  | 1967    | 1970     | Pierre Lagravère  | CD                        | Ingénieur des travaux publics Maire-adjoint de Colombes (1959 → 1965) Conseiller général de la Seine (1953 → 1967) Conseiller général de Colombes-Sud (1967 → 1976) |
| 2  | 1970    | 1973     | Jacques Baumel    | UDR                       | Publiciste Conseiller général de Garches (1967 → 1988) Sénateur (1959-1967) Député des Hauts-de-Seine (1967 → 2002) Maire de Rueil-Malmaison (1971 → 2004) Compagnon de la Libération |
| 2  | 1973    | 1976     | Charles Pasqua    | UDR, RPR                  | Chef d'entreprise Sénateur des Hauts-de-Seine (1977 → 1986, 1988 → 1993, 1995 → 1999 et 2004 → 2011) Conseiller général de Levallois-Perret-Sud (1970 → 1976) |
| 3  | 1976    | 1982     | Jacques Baumel    | RPR                       | Publiciste Conseiller général de Garches (1967 → 1988) Sénateur (1959-1967) Député des Hauts-de-Seine (1967 → 2002) Maire de Rueil-Malmaison (1971 → 2004) Compagnon de la Libération |
| 4  | 1982    | 1988     | Paul Graziani     | RPR                       | Administrateur civil au ministère de l'économie et des finances, Maire de Boulogne-Billancourt (1991 → 1995) Conseiller général de Boulogne-Billancourt-Nord-Ouest (1967 → 1989) |
| 5  | 1988    | 2004     | Charles Pasqua    | RPR, puis RPFIE, puis UMP | Chef d'entreprise Ministre (1986 → 1988 et 1993 → 1995) Sénateur des Hauts-de-Seine (1977 → 1986, 1988 → 1993, 1995 → 1999 et 2004 → 2011) Conseiller général de Neuilly-sur-Seine-Nord (1988 → 2004) |
| 6  | 2004    | 2007     | Nicolas Sarkozy   | UMP                       | Avocat Ancien ministre Conseiller général de Neuilly-sur-Seine-Nord (2004 → 2007) Démissionnaire à la suite de son élection comme président de la République |
| 7  | 2007    | 2020     | Patrick Devedjian | UMP, puis LR              | Avocat Député des Hauts-de-Seine (1986 → 2002, 2005 → 2009 et 2010 → 2017) Ministre (2002 → 2005 et 2008 → 2010) Président de l’établissement public de gestion de La Défense (DeFacto) (2009 → 2018) Président de l'établissement public Paris La Défense (2018 → 2020) Conseiller général de Bourg-la-Reine (2004 → 2015) Conseiller départemental d'Antony (2015 → 2020) Décédé en fonction |
| 8  | 2020    | en cours | Georges Siffredi  | LR                        | Directeur de société Député des Hauts-de-Seine (2002 → 2005 et 2009 → 2010) Maire de Châtenay-Malabry (1995 → 2020) Vice-président de la Métropole du Grand Paris (2016 → ) Réélu pour le mandat 2021-2027 |

### Commission permanente
Dans l’intervalle des sessions publiques de l’assemblée délibérante, la commission permanente composée du président, des vice-présidents et, d'autres membres du conseil départemental, prend de nombreuses décisions. Cette commission permanente, qui tient ses pouvoirs de l’assemblée délibérante, gère les affaires que lui a déléguées le Conseil départemental. La commission permanente est élue par l'assemblée départementale.
Au terme des élections départementales de 2021 dans les Hauts-de-Seine, le conseil départemental a réélu le 1er juillet 2021 son président, Georges Siffredi, conseiller général de Chatenay-Malabry et ancien maire de cette ville, ainsi que ses 13 vice-présidents, qui sont :
1. Pierre-Christophe Baguet, conseiller départemental de Boulogne-Billancourt-1, chargé de l'administration générale, des finances et du budget, des anciens combattants.
2. Marie-Pierre Limoge, conseillère départementale de Courbevoie-2, chargée de l'économie sociale et solidaire, de la formation et de l'alternance ;
3. Yves Révillon, conseiller départemental de Colombes 2, chargé de l'environnement et du patrimoine non-scolaire ;
4. Marie-Laure Godin, conseillère départementale de Boulogne-Billancourt 2, chargée des relations et coopération internationales, des affaires européennes ;
5. Denis Larghero, conseiller départemental de Meudon, chargé de l'attractivité du territoire et du développement numérique ;
6. Nathalie Léandri, conseillère départementale de Châtenay-Malabry, chargée de l'éducation et du numérique éducatif ;
7. Éric Berdoati, conseiller départemental de Saint-Cloud, chargé des transports ;
8. Jeanne Bécart, conseillère départementale de Saint-Cloud, chargée de la culture ;
9. Rémi Muzeau, conseiller départemental de Clichy, chargé de la politique de la ville et habitat ;
10. Agnès Pottier-Dumas, conseillère départementale de Levallois-Perret, chargée de la prévention et de la sécurité publique ;
11. Jean-Christophe Fromantin, conseiller départemental de Neuilly-sur-Seine, chargé des infrastructures routières et navigables ;
12. Armelle Tilly, conseillère départementale de Meudon, chargée des solidarités et des affaires sociales ;
13. Guillaume Boudy Conseiller départemental de Nanterre-2, chargé de la commande publique et de l'évaluation des politiques publiques.

Le bureau du conseil général pour la mandature 2021-2027 est constitué du président, des 13 vice-présidents et de 12 conseillers départementaux délégués.

### Directeurs généraux des services
L'administration du département a été dirigée par les directeurs généraux des services suivants:
- 2001-2004 : Bernard Bled ;
- 2004-2006 : Christophe Mirmand ;
- 2006-2007 : Erard Corbin de Mangoux ;
- 2007-2012 : Jean-François Dejean ;
- 2012-2013 : Thierry-Yves Lidolff ;
- 2013-2021 : Katayoune Panahi[27]
- Depuis 2021 : Jérôme Dian[28]

## Budget
Le budget 2022 est de 2,7 milliard d'euros dont 1,977 milliards de dépenses de fonctionnement et 772 millions d’euros de dépenses d'investissement.
L'évolution du budget depuis vingt ans a été la suivante :
- 2004 : 1,7 milliard d’euros
- 2006 : 2,0 milliard d’euros
- 2007 : 1,6 milliard d’euros
- 2008 : 1,7 milliard d’euros
- 2009 : 1,86 milliard d’euros[30],[31]
- 2012 : 1,910 milliard d’euros.

### Effectifs
Pour l'exercice de ses compétences, le département disposait, en 2022, de 6 132,74 emplois budgétaires représentant 3617,24 équivalents temps pleins travaillés (ETPT).

## Intégrité publique

### Collèges des Hauts-de-Seine
Le 26 mai 2006, la police perquisitionne le siège du conseil général des Hauts-de-Seine à Nanterre pour une affaire concernant des fraudes aux marchés publics de fournitures informatiques des collèges et de l'instance départementaux.

## Identité visuelle

Logo des Hauts-de-Seine (conseil général) de 1968 à 2007.
Logo des Hauts-de-Seine (conseil général) de 2007 à mai 2011.
Logo des Hauts-de-Seine (conseil général) de mai 2011 à janvier 2014.
Logo des Hauts-de-Seine (conseil départemental) depuis janvier 2014.